# Carapicuíba
Carapicuíba là một thành phố ở bang São Paulo ở Brasil. Đây là thành phố có mật độ dân cao nhất và là một trong những thành phố có diện tích nhỏ nhất của bang São Paulo. Dân số năm 2006 là 389.634 người, mật độ dân số là 11.141,95 người/km² và diện tích là 35 km².

## Các thành phố giáp ranh
|              | Bắc: Barueri |              |
| Tây: Jandira | Carapicuíba  | Đông: Osasco |
|              | Nam: Cotia   |              |